# 명숙공주
명숙공주(明淑公主, 1456년 ~ 1482년 11월 23일(음력 10월 4일)) 또는 명의공주(明懿公主)는 조선의 왕족으로, 추존 왕 덕종의 장녀이자 적장녀이며 어머니는 소혜왕후(인수대비)이다. 성종의 친누나이자, 월산대군의 친동생이기도 하다. 이름은 경근(慶根)이다.

## 생애
1456년(세조 2년) 세조의 장남인 의경세자(덕종)와 세자빈 한씨(소혜왕후)의 딸로 태어났다. 왕세자의 적녀에게 주어지는 정2품 군주(郡主)에 봉작되어 태안군주(泰安郡主)에 봉해졌다.
1457년(세조 3년), 아버지 의경세자가 죽자, 어머니와 형제들과 함께 궁에서 나와 사가에서 거주하였다.
1466년(세조 12년) 12월 19일, 당양군(唐陽君) 홍상(洪常)과 혼인하였다.
1467년(세조 13년), 세조는 명숙공주에게 논과 옥사, 곡식등을 하사하였다.
1475년(성종 6년), 아버지 의경세자가 덕종(德宗)으로 추숭되고, 어머니 수빈 한씨(粹嬪 韓氏) 또한 인수대비(仁粹大妃)로 진봉되면서 공주로 격상되어 명숙공주(明淑公主)에 봉작되었다. 실록에는 명의공주(明懿公主)라는 명칭도 같이 기록되어 있다.
1477년(성종 8년), 명숙공주의 시숙부인 홍칭(洪偁)이 장흥부사로 발령나자, 공주는 그에게 병든 아내가 있어 홍칭이 떠나면 이 아내를 돌볼 사람이 없다고 성종에게 청했고 성종은 홍칭을 경직(京職)에 임명하게 하였는데 이러한 인사를 두고 신하들이 부당하다고 간하자 마침내 성종이 홍칭을 외직에 임명하였다.
1482년(성종 13년) 10월 4일 사망하였다. 성종이 이를 매우 슬퍼하여 조회(朝會)를 3일간 폐하였다.

## 가족 관계
| - 조부 : 세조(世祖, 1417~1468) - 조모 : 정희왕후 윤씨(貞熹王后 尹氏, 1418~1483) - 아버지 : 덕종(德宗 1438~1457) - 외조부 : 서원부원군 한확(西原府院君 韓確, 1400~1456) - 외조모 : 남양부부인 남양 홍씨(南陽府夫人 南陽 洪氏, 1403~1450) - 어머니 : 소혜왕후 한씨(昭惠王后 韓氏, 1437~1504) - 오빠 : 월산대군 정(月山大君 婷, 1454~1488) - 동생 : 성종(成宗, 1457~1494) | - 시아버지 : 익성부원군 홍응(益城府院君 洪應, 1428~1492) - 시어머니 : 정경부인 안성 이씨(貞敬夫人 安城 李氏, 생몰년 미상) - 남편 : 당양위(唐陽尉) 홍상(洪常, 1457~1513) - 장남 : 공조참의 홍백경(工曹參議 洪伯慶, 1471~?) - 며느리 : 정경부인 이씨(貞敬夫人 李氏) - 며느리 : 정경부인 진주 하씨(晉州 河氏) |

모 미상
- -     -       - 손녀 : 거창 신씨 신홍필(愼弘弼)의 처
      - 양손자 : 홍윤우(洪允祐, 1495 ~ ?)